# V. Ferenc modenai herceg
V. Ferenc (teljes nevén Habsburg–Estei Ferenc Ferdinánd Geminiano főherceg, németül: Erzherzog Franz Ferdinand Geminiano von Österreich–Este; Modena, Modenai és Reggiói Hercegség, 1819. június 1. – Bécs, Ausztria–Magyarország, 1875. november 20.), a Habsburg–Lotaringiai-ház estei ágából származó osztrák főherceg, magyar és cseh királyi herceg, IV. Ferenc modenai herceg és Savoyai Mária Beatrix fia, aki Massa és Carrara hercege 1829-től, továbbá Mirandola, Guastalla, valamint a Modenai és Reggiói Hercegség utolsó uralkodó hercege 1846-tól 1859-ig.

## Élete

### Származása, családja
Ferenc Ferdinánd Geminianus főherceg édesapja a Habsburg–Lotaringiai-ház Estei ágából való Habsburg–Estei Ferenc József Károly főherceg volt (1779–1846), IV. Ferenc néven Modena, Reggio, Massa, Carrara és Guastalla uralkodó hercege.
Édesanyja a modenai hercegné, Savoyai Mária Beatrix szárd királyi hercegnő (1792–1840) volt, I. Viktor Emánuel szárd–piemonti király és Habsburg–Estei Mária Terézia Johanna főhercegnő (1773-1832) leánya.
Négy gyermekük közül Ferenc Ferdinánd született másodikként, a két fiú közül ő volt az idősebb, a hercegi trón várományosa. Nővérei királyi hercegekhez mentek férjhez, akik a későbbi forradalmi események nyomán trónkövetelőkké váltak. 
- Mária Terézia főhercegnő (1817–1886), aki az utolsó francia Bourbon királyi herceghez, Henri d’Artois-hoz, Chambord grófjához (1820–1883), a későbbi francia trónkövetelőhöz ment feleségül.
- Ferenc Ferdinánd Geminianus főherceg (1819–1875), aki Adelgunda Auguszta bajor királyi hercegnőt (1823–1914), I. Lajos bajor király leányát vette feleségül, és V. Ferenc néven Modena uralkodó hercege lett
- Ferdinánd Károly Viktor főherceg (1821–1849), aki Erzsébet Franciska Mária osztrák főhercegnőt (1831–1903) József nádor leányát vette feleségül.
- Mária Beatrix főhercegnő (1824–1906), aki János Károly spanyol infánshoz (Juan Carlos de Borbón y Bragança, 1822–1887), Montizón grófjához, a későbbi karlista trónkövetelőhöz ment feleségül.

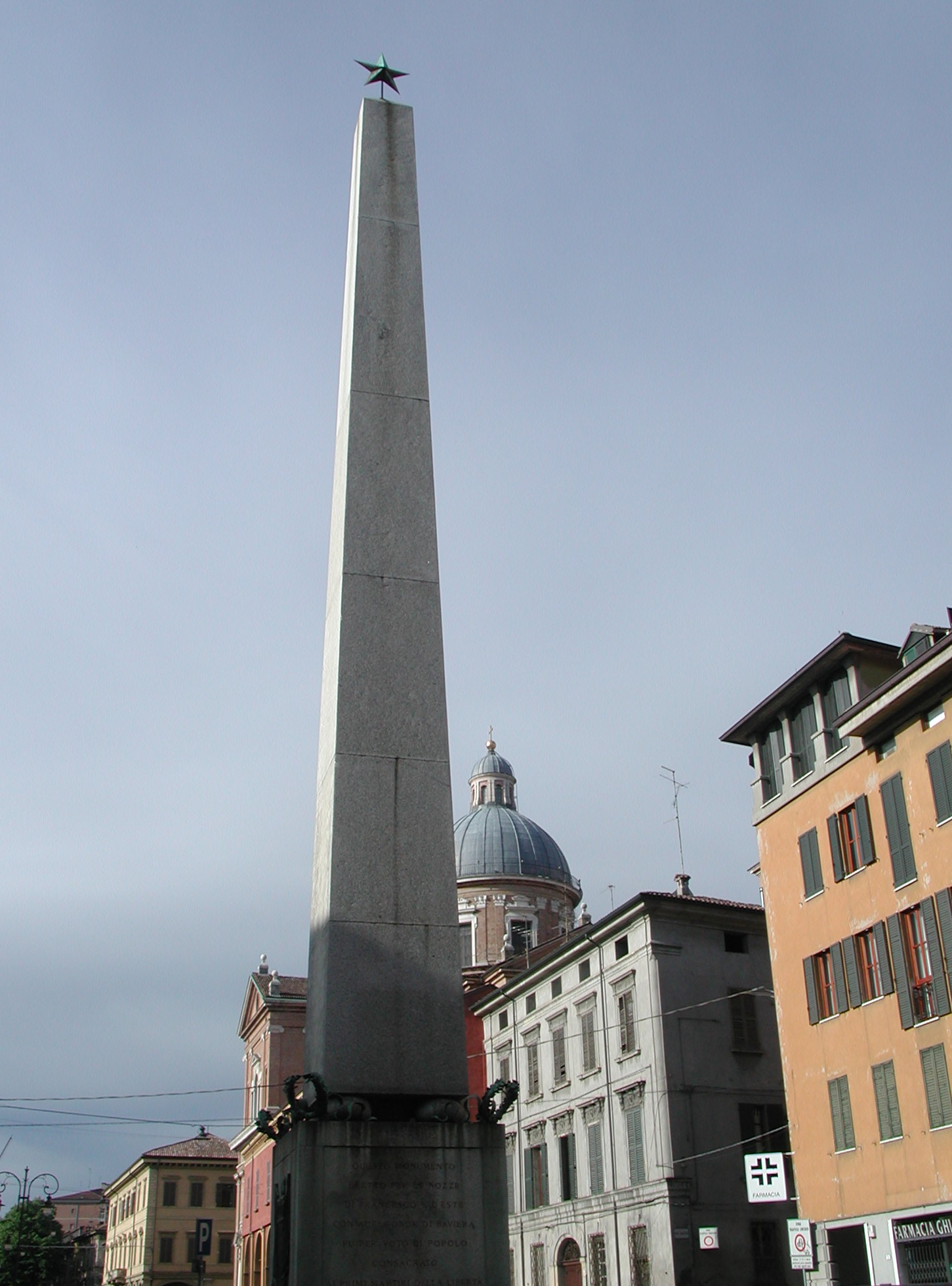
V. Ferenc herceg és Adelgunda bajor hercegnő esküvője alkalmából emelt emlékoszlop Reggio Emiliában.

### Házassága
1842. március 30-án Ferenc Ferdinánd főherceg Münchenben feleségül vette Adelgunda Auguszta Sarolta bajor királyi hercegnőt (1823–1914), I. Lajos bajor király (1786–1868) és Therese Charlotte Luise von Sachsen-Hildburghausen hercegnő (1792–1854) leányát, Habsburg–Tescheni Albert főherceg sógornőjét.
A házasságból egyetlen gyermek született, Anna Beatrix hercegnő, aki azonban egyéves kora előtt meghalt (* 1848. október 19. – 1849. június 8.).

### Modena utolsó uralkodó hercege
Apja, IV. Ferenc modenai uralkodó herceg 1846. január 21-én elhunyt, és legidősebb fia, Habsburg–Estei Ferenc Ferdinánd Geminianus főherceg V. Ferenc herceg néven örökölte Modena, Reggio és Mirandola, továbbá Massa, Carrara és Lunigiana hercegségeket. A Habsburg–Lotaringiai-ház tagjaként a Szent Szövetség híve volt, az Osztrák Császárság itáliai politikájának szilárd támaszaként politizált.
1847. december 18-án, amikor unokanővére, a korábbi francia császárné, Napóleon özvegye, Mária Lujza főhercegnő elhunyt, az ő birtokai (Parma, Piacenza, Guastalla) közül Ferenc megszerezte Guastalla hercegségét (Tivizzano vidékét) is.
Apjához hasonlóan V. Ferenc herceg is a jezsuitáknál nevelkedett. Uralkodóként folytatta az apjától örökölt zsarnoki kormányzási módszert. Ő is engesztelhetetlenül gyűlölte a liberalizmust, nem tűrte a demokratikus törekvéseket, összeesküvésre és lázadásra való felbujtásnak tartotta ezeket. Országának sorsát szorosan a Habsburg Birodalomhoz és a Szent Szövetséghez kötötte, amelynek irányvonalát Metternich kancellár képviselte.

### Harcai az olasz egység ellen
1847-ben osztrák birodalmi csapatokat hívott Modenába, hogy segítségükkel féken tarthassa az erősödő forradalmi nyugtalanságot. Ennek ellenére a Népek tavasza Modenát sem kerülte el. 1848 tavaszán itt is forradalom tört ki, a zsarnokot elűzték.  V. Ferenc herceg Ausztriába menekült. Radetzky tábornagy azonban több vereséget mért a szárd–piemonti csapatokra, így Ferenc már 1848. augusztus 10-én visszatérhetett székvárosába. Eleinte engedékenynek mutatkozott, de egy ellene elkövetett merénylet-kísérletet követően ismét kemény kezű zsarnokként lépett fel, visszahozta a régi abszolutisztikus kormányzati módszereket, és könyörtelenül fellépett minden szabadgondolkodó irányzattal szemben. A felforgatással megvádolt személyekre igen súlyos büntetéseket róttak ki.

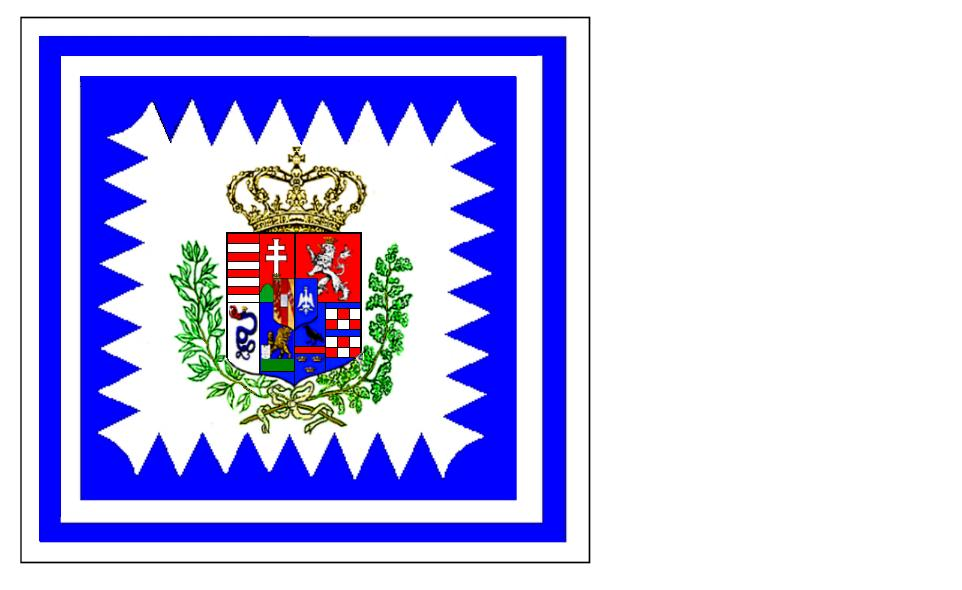
Az estei hercegi hadsereg, a Brigata Estense lobogója.

1859-ben az olasz nemzeti egység jelszavával (és III. Napóleon francia császár támogatásával) harcba induló II. Viktor Emánuel szárd–piemonti király csapatai elfoglalták Modena és Reggio Hercegségeket. A francia és szárd–piemonti haderő június 4-én a magentai csatában súlyos vereséget mért az Osztrák Császárság csapataira. V. Ferenc hercegnek, mint Ausztria szövetségesének, családjával együtt menekülnie kellett Modenából. A hozzá hű egységekkel (Brigata Estense) előbb Brescellóba, majd onnan Mantovába húzódott vissza.
Az 1859-es szárd háborút lezáró villafrancai fegyverszünet és a zürichi békeszerződés a modenai herceg uralmának helyreállítását mondta ki. Erre Viktor Emánuel – III. Napóleon jóváhagyásával – 1859 novemberében népszavazást rendelt el, ennek egyértelmű eredményére hivatkozva a Modenai Hercegséget a Szárd–Piemonti Királysághoz csatolta. 1860. március 18-án II. Viktor Emánuel rendeletére a modenai herceg tartományait is bekebelezték az alakulóban lévő Olasz Királyságba. 1860. március 22-én V. Ferenc hivatalos és ünnepélyes nyilatkozatban tiltakozott a hódítók „agressziója” ellen, de eredménytelenül.

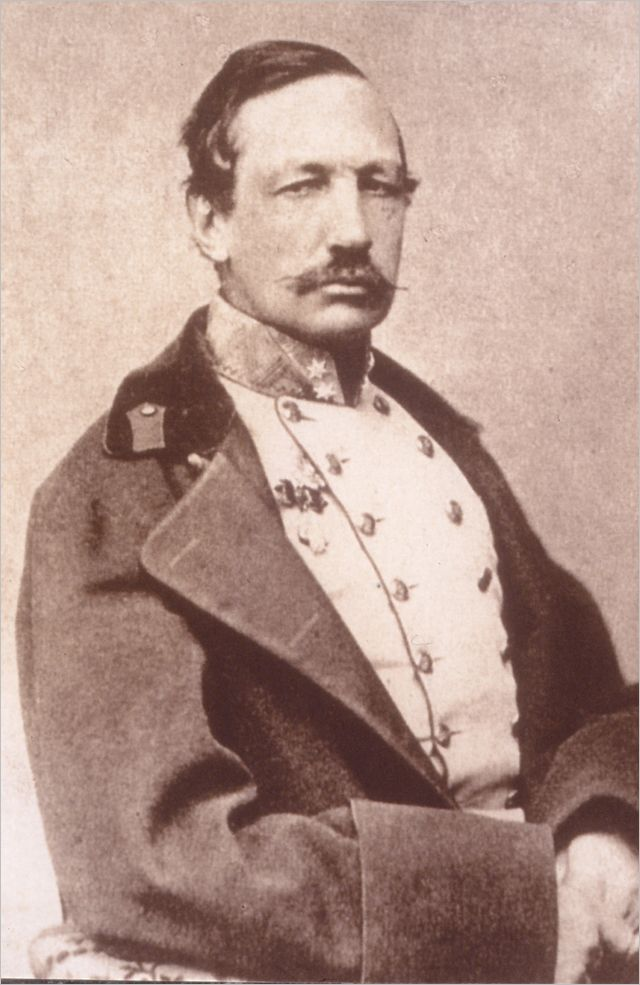
V. Ferenc modenai herceg (fénykép 1850-ből)

### Száműzetésben
Az elűzött V. Ferenc, az utolsó modenai herceg élete utolsó másfél évtizedét Bécsben és csehországi birtokain élte le. 1875. november 20-án hunyt el Bécsben. Saját gyermeket nem hagyott hátra, halálával kihalt a Habsburg–Lotaringiai-ház Este-Modenai mellékága. A száműzött herceget  a Habsburg-család hagyományos temetkezőhelyén, a bécsi kapucinusok templomának (Kapuzinerkirche) kriptájában temették el.
Hatalmas értékű birtokait és vagyonát hasonló keresztnevű unokafivérére, Ferenc Ferdinánd osztrák főhercegre (Franz Ferdinand von Österreich), I. Ferenc József császár és király unokaöccsére, az Osztrák–Magyar Monarchia későbbi trónörökösére hagyta azzal a szigorú feltétellel, hogy a fiatal főhercegnek fel kell vennie az „Estei” melléknevet, és ezentúl a Habsburg-Estei Ferenc Ferdinánd (Franz Ferdinand, Erzherzog von Österreich-Este) nevet használja. Az Este hercegek öröksége Ferenc Ferdinánd főherceget a Monarchia egyik leggazdagabb emberévé tette.

### Kapcsolata a Stuartokkal
V. Ferenc herceg anyai nagyapja, I. Viktor Emánuel király a Stuartok leszármazottja volt. 1824-ben bekövetkezett halála után az angol jakobiták az ő legidősebb leányát, Mária Beatrix szárd hercegnőt ismerték el Nagy-Britannia Egyesült Királysága és Írország törvényes uralkodójának, III. Mária, Anglia és Írország királynője, és II. Mária, skót királynő néven (Mary III Queen of England and Ireland, Mary II Queen of Scotland). Mária Beatrix azonban sohasem jelentette be hivatalos trónigényét a brit királyi trón iránt.
Amikor Mária Beatrix modenai hercegné 1840-ben elhunyt, a jakobiták az ő legidősebb fiát, V. Ferenc modenai herceget ismerték el az Egyesült Királyság és Írország királyi trónjai jogos várományosának, I. Ferenc brit király név alatt. Mivel V. Ferenc herceg 1875-ben gyermektelenül hunyt el, a Brit-szigetek uralkodói címei a jakobita trónöröklés rendje szerint Ferenc unokahúgára, Mária Terézia Henrietta Dorottya főhercegnőre, bajor királynéra szálltak, „IV. Mária, Anglia és Írország királynője, III. Mária, Skócia királynője” néven.
Sem V. Ferenc, sem apja, sem nagyanyja sohasem nyújtott be igényt a brit királyi trónra. A 19. század második felében a jakobiták trónkövetelését a legtöbb európai kortárs politikus már csak anakronizmusnak tekintette.